# Прохоров, Фёдор Ильич
Фёдор Ильич Прохоров (1874—1954) — российский общественный деятель, градоначальник Петрозаводска.

## Биография
Родился в семье рабочего Александровского завода. Окончил Петрозаводское ремесленное училище, учительский институт в Санкт-Петербурге. С 1898 года работал преподавателем в школах Архангельска и Петрозаводска.
С 1905 года являлся членом Петрозаводской ячейки РСДРП, меньшевик.
В 1917 г. преподавал географию и другие предметы в Петрозаводском техническом училище.
После Февральской революции 1917 года был избран в состав образованного Петрозаводского Совета рабочих и солдатских депутатов.
С марта 1917 г. был помощником олонецкого губернского комиссара, во время отсутствия последнего руководил Олонецкой губернией.
В результате первых демократических выборов в Петрозаводскую городскую думу был избран гласным думы, а на заседании думы 19 сентября 1917 года — городским головой Петрозаводска.
Городская дума и городская управа были упразднены 2 мая 1918 года, Ф. И. Прохоров стал последним в истории Петрозаводска городским головой.
В дальнейшем отошёл от участия в общественно-политической деятельности, преподавал в учебных заведениях Петрозаводска. В 1919 г. был преподавателем новой истории русской литературы в Народном университете Петрозаводска.
По инициативе Ф. Прохорова в 1920 г. городе было заново открыто техническое училище. В 1921 г. Ф. И. Прохоров заведовал профессионально-техническим отделением Карельского отделения народного образования.
После войны преподавал в Петрозаводском пехотном училище.

## Семья
Жена — Клавдия Прокофьевна, дочь — Калерия (в замужестве Ведюкова).
В 1932 году известным карельским художником В. Н. Поповым был написан семейный портрет Прохоровых с дочерью, который ныне находится в Музее изобразительных искусств Республики Карелия.